# Jaguar XJ220

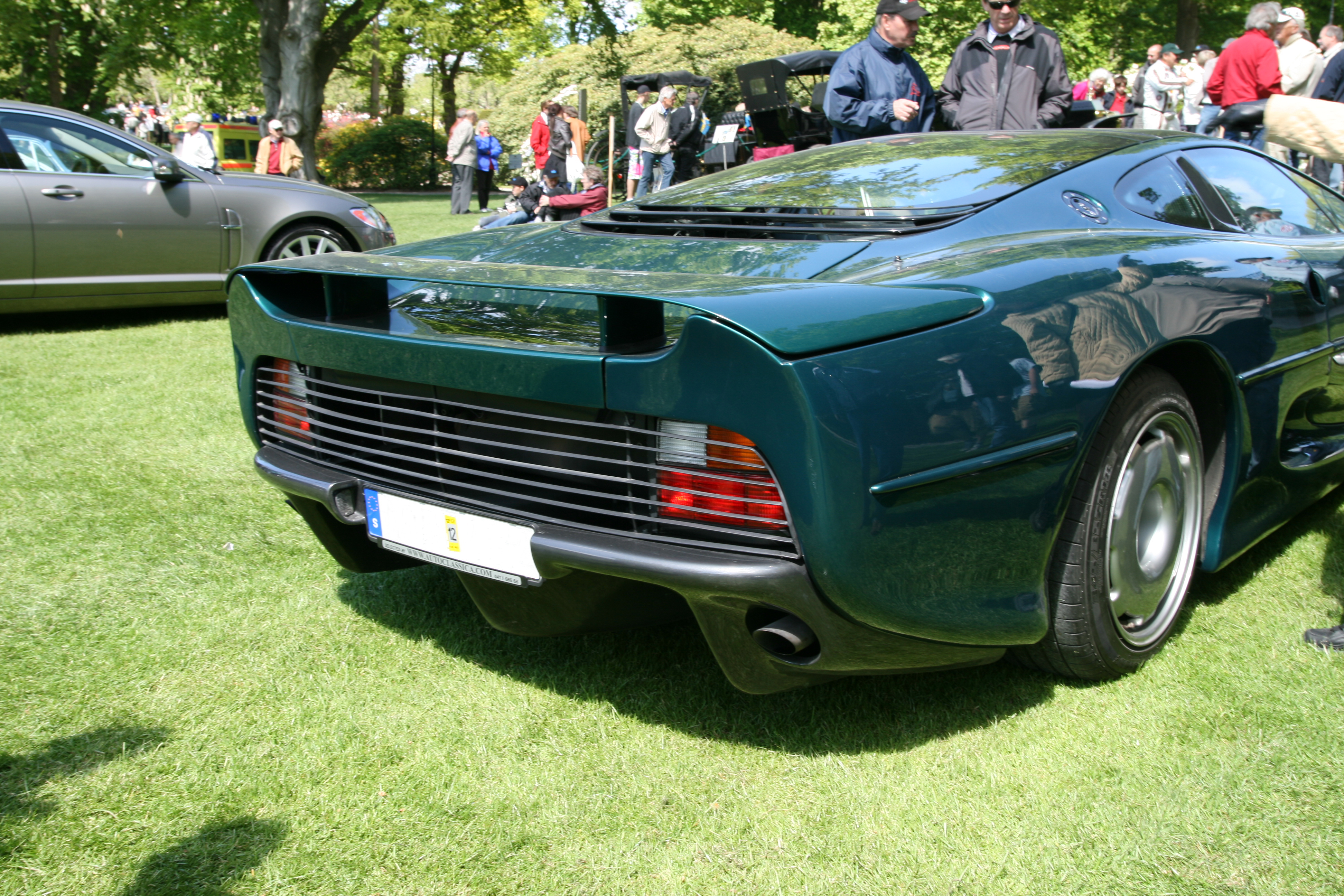
XJ220 – tył

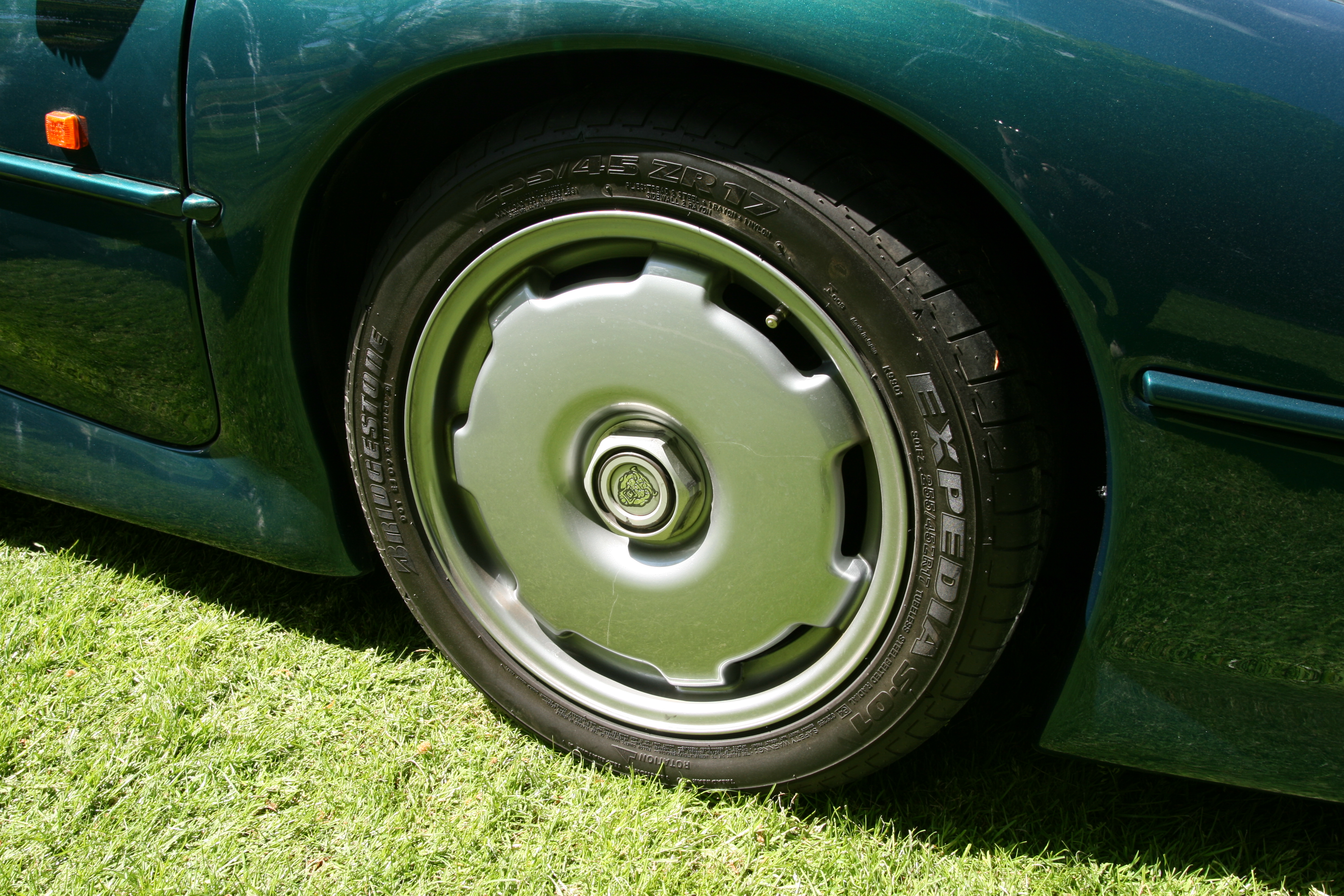
XJ220 - przednia felga

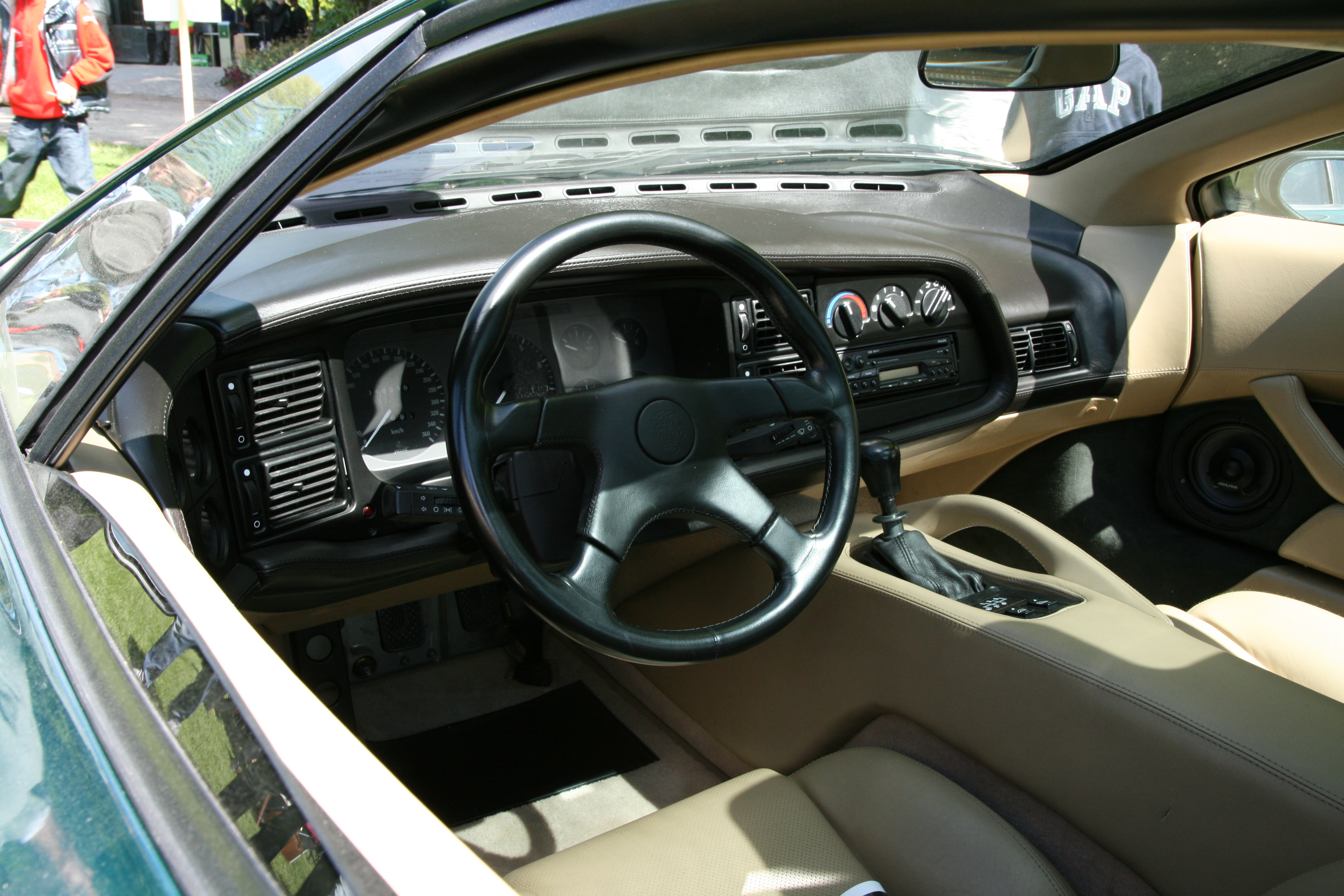
XJ220 - kokpit

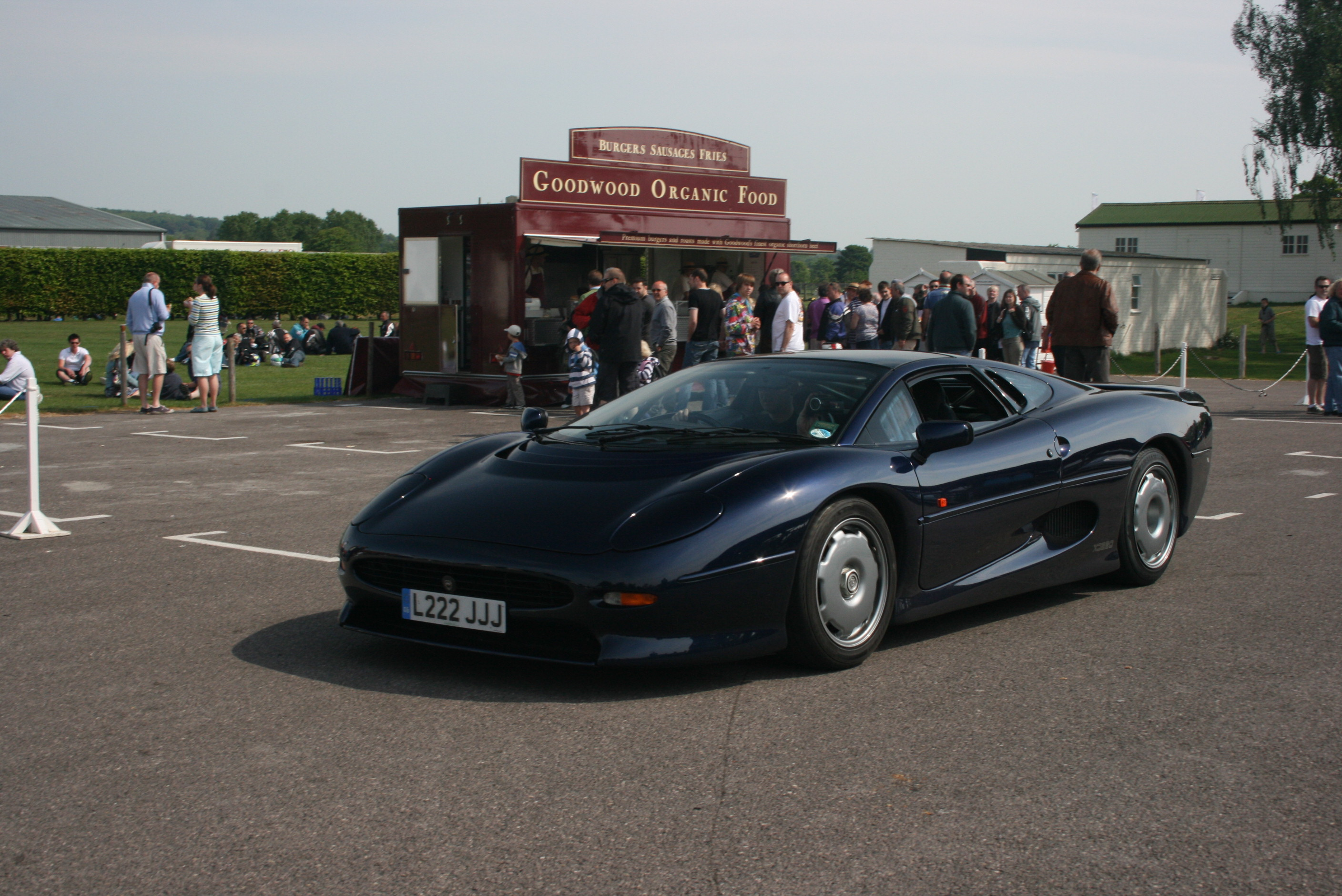
XJ220

Jaguar XJ220 – supersamochód skonstruowany i produkowany przez brytyjską firmę Jaguar Cars Ltd. w latach 1992-1994. Zakłady produkcyjne są rozmieszczone w Coventry, Birmingham i Halewood, w Wielkiej Brytanii. XJ 220 miał 3,5-litrowy, dwudziestoczterozaworowy silnik V6 z podwójnym turbodoładowaniem zaprojektowany przez firmę TWR (Tom Walkinshaw Racing). Wyprodukowano zaledwie 281 z planowej produkcji 350 egzemplarzy tego modelu. Samochód ten pierwotnie planowano wyposażyć w 12-cylindrowy silnik, lecz ostatecznie do tego nie doszło. Już wówczas stworzono nazwę XJ 220, która miała wskazywać prędkość maksymalną, oznaczoną w milach.

## Legenda XJ220
XJ 220 zbudowano z jednego powodu. Mianowicie chodziło o prędkość, Jaguar chciał się liczyć w superszybkim światku, dominujących od lat Ferrari i Lamborghini. W roku 1984 po prezentacji fantastycznego Ferrari 288 GTO zaczęto prowadzić pracę nad super-szybkim Jaguarem, którego nazwano roboczo "220", gdyż prędkość w milach jaką zakładano, że osiągnie będzie równa 220 mph (352 km/h), firma Jaguar miała doświadczenie w projektowaniu super-szybkich wozów (wyścigowego XJR-9). W roku 1990 wyszedł także model XJR-15, który okazał się totalną klapą marketingową. Był o wiele za drogi (kosztował 960 000 dolarów) i bardzo trudny w prowadzeniu co zaowocowało wyprodukowaniem tylko 50 sztuk tego modelu. Uważając, że z tymi pojazdami Jaguar nie ma szczęścia, z modelem XJ 220 czekano aż do lat 90, a dokładniej do 1991 roku. Nad samochodem pracowano w weekendy (soboty i niedziele) i nazwano go później projekt "Sobota". Samochód był w stanie osiągnąć prędkość 352 km/h.

## Samochód prototypowy
Samochód prototypowy miał zostać wyposażony w silnik o pojemności 6.2l V12 o mocy 373kW / 507 KM i 542 Nm, ze świetnej serii modeli XJ 12. Jednak ten pomysł spalił na panewce. Jaguar miał problemy z emisjami spalin i ówczesnymi normami a więc silnik V12 odrzucono ku niezadowoleniu wielu fanów i spekulantów. Zamiast niego z pomocą przyszedł Tom Walkinshaw. Zaproponował on jednostkę V6 z samochodu Rover Metro 6R4 rally razem z dwiema turbosprężarkami. Ponadto wiele z prototypowych założeń trzeba było wyrzucić do kosza. Po kontroli i przejęciu Jaguara przez Forda popularny "Jag" musiał zadowolić się tylko silnikiem V6 w konfiguracji 24-zaworowej.

## Rekordy Jaguara XJ220
XJ220 był najszybszym samochodem na świecie. W 1992 roku na owalnym torze o długości 12,5 km w Nardò we Włoszech kierowca wyścigowy Formuły 1 Martin Brundle, prowadząc XJ220, rozpędził się do 341,7 km/h. Ustanowił on tym nowy rekord prędkości dla najszybszego seryjnego samochodu świata. Auto zaopatrzone było w katalizatory, które skutecznie redukowały moc maksymalną silnika o ok. 60 KM. Gdy pozbyto się katalizatorów, aby osiągnąć jeszcze większą prędkość, zwiększono maksymalne obroty silnika z 7200 do 7900 obrotów na minutę, Brundle wsiadł jeszcze raz, aby osiągnąć maksymalną prędkość 217,1 mph, co w przeliczeniu daje 347,4 km/h i przekłada się na prędkość na prostej drodze równą ok. 357 km/h. Jesienią 1993 roku na tym samym torze pobił go, także angielski, McLaren F1, osiągając 371,4 km/h. 
Jaguar XJ220 dzierżył również miano najszybszego auta na torze Nurburgring, seryjne auto prowadzone przez Johna Nielsena z czasem 7:46:37 sekundy stało się najszybszym autem na tym torze pomiędzy 1992 a 2000 rokiem.

## Produkcja i problemy
XJ 220 został sprzedawany w depozytach zanim trafił do pierwszych klientów. Klienci wpłacający swe zaliczki nie spodziewali się, że dostaną samochód z połową cylindrów mniej niż pokazywano im w broszurkach (napęd był tylko na jedną oś). Nie dość, że praktycznie założenia technicznie się nie sprawdziły, ingerowano także w nadwozie, ostatecznie skracając je do 4,9 metra. Oryginalnie XJ 220 miał mierzyć ponad 5140 mm. Cena w 1992 roku wynosiła ponad 400 000 funtów brytyjskich. XJ 220 był jednym z najdroższych aut na świecie w chwili swojego debiutu.

## Specyfikacja modelu Jaguara XJ220
| Wersja                               | Jaguar XJ220 |
| Produkcja                            | 1992-1994 |
| Liczba egzemplarzy                   | 284 sztuk |
| Silnik                               | Jaguar / TWR Cosworth DFV - 6-cylindrowy, Twin-Turbo, 4 zawory na cylinder (24 zawory) DOHC, elektroniczny wtrysk paliwa Zytec, 2 katalizatory łańcuch, podwójny wałek rozrządu |
| Umiejscowienie silnika               | Wzdłużnie do osi pojazdu, umiejscowiony centralnie |
| Napęd                                | napęd na oś tylną |
| Pojemność skokowa Turbodoładowanie   | 3490 cm³ |
| Pojemność skokowa Turbodoładowanie   | Twin-Turbo Garrett T3 |
| Stopień sprężania                    | 8,3:1 (podwójne doładowanie) |
| Moc maksymalna                       | 542 KM @ 7000 rpm |
| Moc na jeden litr                    | 155,0 KM / 1 litr pojemności skokowej cm³ |
| Maksymalny moment obrotowy           | 645 Nm @ 4500 rpm |
| Prędkość maksymalna                  | 341 km/h |
| Przyspieszenie 0–100 km/h 0–160 km/h | 3,7 s (dane producenta) |
| Przyspieszenie 0–100 km/h 0–160 km/h | 7,9 s (dane producenta) |
| Zużycia paliwa na 100 km             | Średnie - przy prędkości: 90 km/h - 8,8 l / przy prędkości: 120 km/h - 9,5 l (dane producenta) (98 RON)                                                                         |
| Zużycia paliwa na 100 km             | Cykl miejski - 18,3 l / max. 35,0 l (dane producenta) (98 RON) |
| Układ hamulcowy                      | Aluminiowe tarcze, firmy AP Racing 4-tłoczkowe zaciski z przodu 2-tłoczkowe zaciski z tyłu Średnica tarcz - Przód: Ø 330 mm / Tył: Ø 300 mm                                     |
| Droga hamowania (100–0 km/h)         | 39,8 m |
| Nadwozie / Karoseria                 | aluminiowa karoseria z komponentami 2-drzwiowe coupe |
| Masa własna                          | 1372 kg |
| Skrzynia biegów                      | FF Developments (5-biegowa manualna) |
| Przełożenia skrzyni biegów           | 1 - 3,23:1, 2 - 2,19:1, 3 - 1,71:1, 4 - 1,39:1, 5 - 1,16:1 wsteczny - 2,37:1.;                                                                                                  |
| Felgi / Opony                        | Speedline Bridgestone Expedia S.01 Przód: 255/45 ZR17 / Tył: 345/35 ZR18 |
| Rozstaw osi                          | 2640 mm |
| Długość/Szerokość/Wysokość           | 4930 / 2000 / 1140 mm |